# 阿伯福伊爾 (阿拉巴馬州)
阿伯福伊爾（英語：Aberfoil）是一個位於美國阿拉巴馬州布洛克縣的非建制地區。該地的面積和人口皆未知。

## 地理
阿伯福伊爾的座標為32°04′15″N 85°41′16″W / 32.070833°N 85.687778°W，而該地最高點為海拔高度172米（即564英尺）。